# 6ª Armata
Die 6ª Armata (deutsch 6. Armee) war eine Armee des italienischen Heeres im Ersten und Zweiten Weltkrieg. Von Ende 1938 bis Anfang 1941 trug sie die Bezeichnung Armata del Po.

## Erster Weltkrieg

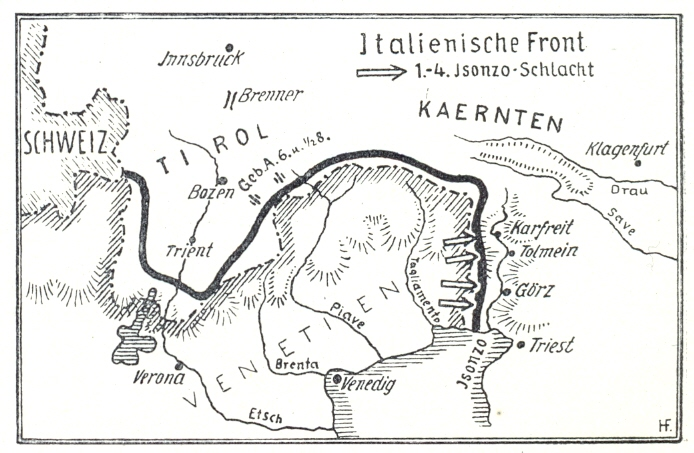
Karte der Italienfront (1915–1917)

An der Italienfront hielt die 1. Armee den Trentiner Frontbogen zunächst vom Stilfser Joch bis zum Passo Cereda in den südlichen Dolomiten. Von diesem Frontbogen aus versuchte Österreich-Ungarn im Mai und Juni 1916 mit einer Großoffensive mit Hauptstoßrichtung über die Hochebene der Sieben Gemeinden in die Tiefebene und weiter in Richtung Venedig vorzudringen, um die italienischen Armeen am Isonzo einzukesseln oder sie zumindest zum teilweisen Rückzug zu zwingen. Wegen der besonderen strategischen Bedeutung der Hochebene bildete die 1. Armee für diesen Abschnitt ein besonderes Unterkommando mit der Bezeichnung Comando Truppe Altipiani. Aus diesem Unterkommando wurde am 1. Dezember 1916 das Kommando der 6. Armee gebildet, das ab März 1917 einen Großangriff auf der Hochebene vorbereitete, mit dem Ziel, 1916 verlorenes Gebiet zurückzuerobern.
Im Juni 1917 befahl das italienische Oberkommando den Angriff an der Gebirgsfront der Sette Comuni (Sieben Gemeinden). Der Besitz des Monte Ortigara kontrollierte auch den lebenswichtigen Passo dell'Agnella (2008 m), der in das strategische Valsugana (Suganertal) führte, welche wiederum die wichtigste österreichisch-ungarische Versorgungsroute und eine direkte Straße zur Stadt Trient bildete. Es wurden etwa 170.000 Mann versammelt, davon sollten 29 Bataillone gegen die Valsugana und 24  Bataillone bei Asiago angreifen. Die Hauptangriffsfront gegen die österreichische Ortigara-Stellung war nur 15 Kilometer breit, dort sollte der Hauptangriff mit 114 Bataillone, 22 Alpini- und 18 Bersaglieri-Bataillone geführt werden.
- Am Vorabend der Schlacht wurde im nördlichen Angriffsabschnitt das XX. Armeekorps (General Luca Montuori), bestehend aus der 29. Infanterie-Division (General Enrico Caviglia) in Richtung Monte Forno und die 52. Gebirgs-Division (General Angelo Como Dagna Sabina) gegen den nördlichsten Abschnitt zwischen Altipiano - Monte Ortigara angesetzt.

- Nördlich davon wurde die 51. Infanterie-Division (mit zwei Bersaglieri-Brigaden, ein Infanterie- und ein Pionier-Bataillon, vier Maschinengewehrkompanien und zwei Alpini-Bataillon) bereitgestellt, um für  „Nebenaktionen“ im Valsugana zur Verfügung zu stehen; das übergeordnete XVIII. Armeekorps (General Donato Etna), welchem rechts auch die 15. Infanterie-Division unterstand, blieb aber während der Schlacht passiv.

- Im Süden der Angriffsfront wurde beim XXII. Armeekorps (General Ettore Negri di Lamporo), die 13. Infanterie-Division zwischen Monte Zebio bis zum Monte Fiara, die 25. Infanterie-Division zwischen Monte Rotondo und dem südlichen Kamm des Monte Zebio sowie die 57. Infanterie-Division zwischen Camporovere und Monte Katz angesetzt. Die 27. Infanterie-Division war hinter der Front als Reserve stationiert. Der Hauptschlag des XXII. Armeekorps wurde der 25. und 13. Division zugewiesen, die von Süden und Norden gegen den Kamm des Monte Zebio angreifen sollten und dann durch das Galmarara-Tal vordringen sollten.

- Im Raum nordöstlich Arsiero bis etwa Camporovere lag das XXVI. Armeekorps (General Augusto Fabbri), das mit der 12. und 30. Infanterie-Division am linken Ufer des Val d’Assa stationiert war.

Da der italienische Aufmarsch nicht unerkannt blieb, ging der Überraschungseffekt verloren.
Der am 10. Juni 1917 begonnene Großangriff am Monte Ortigara scheiterte auch an schlechter Führung; bekannt wurde er insbesondere wegen der sinnlosen Opferung von Alpini-Gebirgstruppen. Die schweren Verluste beim Angriff auf die Ortigara dezimierten das italienische Alpinikorps. Allein die 52. Gebirgs-Division hatte 12.633 ihrer insgesamt 15.000 Mann verloren. Die Gesamtverluste der Italiener betrugen 25.200 Mann, davon 2865 Tote, 16.734 Verwundete, 2600 Gefangene und etwa 3000 Vermisste. Nach diesem Fehlschlag löste man die 6. Armee am 20. Juli 1917 auf und reaktivierte stattdessen das Comando Truppe Altipiani, das als Unterkommando wieder zur 1. Armee kam.
Im März 1918 entstand aus dem Unterkommando auf der Hochebene die 6. Armee wieder. Sie führte das XIII. und das XX. Korps sowie das französische XII. Korps (zwei Divisionen) und das britische XIV. Korps (drei Divisionen). Die beiden letzteren Korps verlegten im Oktober 1918 an die Piavefront, wobei eine französische und eine britische Division auf der Hochebene verblieben. Die 6. Armee war im Juni 1918 an der zweiten Piaveschlacht beteiligt, ab Ende Oktober 1918 auch an der italienischen Schlussoffensive. Sie wurde am 1. Juli 1919 aufgelöst.

## Zweiter Weltkrieg
Während die meisten italienischen Armeeoberkommandos zwischen August und Oktober 1939 oder 1940 reaktiviert wurden, fasste man die gepanzerten, motorisierten und schnellen Verbände in der Po-Ebene bereits am 3. Oktober 1938 zu einer Armee zusammen, die nach dem Fluss Po Armata del Po bezeichnet wurde. Sie sollte im Kriegsfall einen entscheidenden Beitrag zur Verteidigung Norditaliens leisten. Zunächst war ihr ein Panzerkorps und ein schnelles Korps unterstellt, ab 1939 auch ein zum Teil motorisiertes Korps. Anfang Juni 1940 hatte sie folgende Gliederung:
- 6. Armeeoberkommando (Gen. Mario Vercellino, Verona)

- Panzerkorps (Gen. Fidenzio Dall’Ora, Cremona)

- 132. Panzerdivision Ariete (Gen. Ettore Baldassare, Cremona)
- 133. Panzerdivision Littorio (Gen. Gervasio Bitossi, Parma)
- 101. motorisierte Division Trieste (Gen. Vito Ferroni, Piacenza)
- 102. motorisierte Division Trento (Gen. Luigi Nuvoloni, Predazzo)
- (131. Panzerdivision Centauro bis Anfang 1940)

- Schnelles Korps (Gen. Giovanni Messe, Spilimbergo)

- 1. schnelle Division Eugenio di Savoia (Gen. Federico Ferrari Orsi, Ampezzo)
- 2. schnelle Division Emanuele Filiberto Testa di Ferro (Gen. Gavino Pizzolato, Tolmezzo)
- 3. schnelle Division Principe Amedeo Duca d’Aosta (Gen. Mario Marazzani, Codroipo)

- (XXXV.) (Teil-)Motorisiertes Korps (Gen. Francesco Zingales, Vicenza)

- 9. Infanteriedivision Pasubio (Gen. Vittorio Giovanelli, Rovereto)
- 10. Infanteriedivision Piave (Gen. Ercole Roncaglia, Bassano del Grappa)
- 52. Infanteriedivision Torino (Gen. Luigi Manzi, Cavarzere)

In dieser Form unterstand die Armee der Heeresgruppe Ost und blieb mit ihren gepanzerten und motorisierten Verbänden bis Anfang 1941 in Norditalien in Reserve, obwohl man solche Verbände in Nordafrika nach gravierenden Rückschlägen dringend gebraucht hätte. Mussolini traute seinem Verbündeten nicht ganz; daher entsandte er sie erst, als deutsche Verstärkung für Nordafrika im Anmarsch war.
Wegen der Abgaben änderte sich die Armee tiefgreifend: Am 6. November 1940 zog man das Kommando der Armata del Po zur Aufstellung der 9. Armee in Albanien heran, weswegen man es praktisch wiederaufstellen musste. Bis April 1941 gingen etliche Verbände an die 2. Armee, die vom Nordosten Italiens aus am deutschen Jugoslawienfeldzug teilnahm. Die übrigen gepanzerten und motorisierten Divisionen schickte man nach Nordafrika. Am 15. Februar 1941 erfolgte die Umbenennung in 6. Armee und die Verlegung nach Süditalien, dessen territoriale Verteidigung sie von der dort aufgelösten 3. Armee übernahm. Die 6. Armee führte auf dem Festland sowie auf Sizilien und Sardinien verschiedene Korps. Ab September 1941 war sie nur noch für Sizilien und Kalabrien verantwortlich, ab April 1943 beschränkte sich ihr Zuständigkeitsbereich auf Sizilien. Dort unterstanden dem Armeeoberkommando in Enna das XII. Korps im Westen der Insel mit drei Küstendivisionen und zwei Infanteriedivisionen sowie das XVI. Korps im Osten mit zwei Küstendivisionen, zwei Küstenbrigaden und einer Infanteriedivision. Bei diesen Infanteriedivisionen handelte es sich um zweitklassige, bei den Küstendivisionen um drittklassige Verbände mit älteren Reservisten. Zur Armeereserve gehörten zwei deutsche Divisionen sowie die für eine 1942 geplante Landung auf Malta vorbereitete 4. Infanteriedivision Livorno, die dann dem XVI. Korps unterstellt wurde. Nach der Landung der Alliierten auf Sizilien am 10. Juli 1943 operierten die deutschen Verbände auf der Insel weitgehend eigenmächtig, weswegen sie nicht als Teil der 6. Armee betrachtet werden können. Ab Ende Juli 1943 bis zur Aufgabe Siziliens am folgenden 17. August lag die Führung der deutschen und italienischen Verbände beim deutschen General Hans-Valentin Hube.

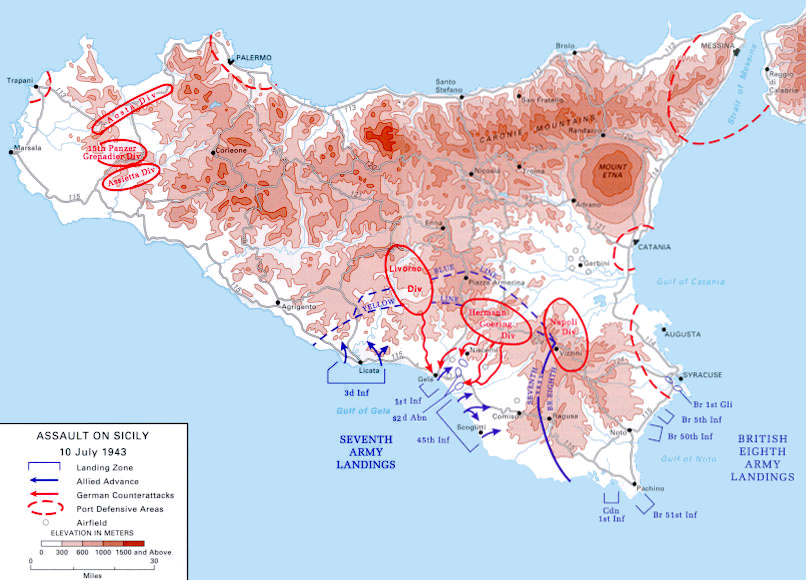
Landung auf Sizilien

Einzelne Verbände und Einheiten der 6. Armee kämpften hartnäckig gegen die Alliierten, insbesondere die Division Livorno bei Gela. Die vereinzelten italienischen Abwehrversuche in der Anfangsphase scheiterten meist an der gegnerischen Schiffsartillerie und an Luftangriffen. Im weiteren Verlauf waren die unzureichend ausgerüsteten und ausgebildeten italienischen Verbände den Alliierten nicht gewachsen. Es fehlten Fahrzeuge, Panzer, Flugabwehr- und Panzerabwehrwaffen und Artillerie, die man vorrangig in Nordafrika eingesetzt und mit den kampfkräftigeren Verbänden dort verloren hatte. Die offensichtliche alliierte Überlegenheit, der herzliche Empfang, den die Zivilbevölkerung insbesondere den Amerikanern machte, die Absetzung Mussolinis am 25. Juli 1943 und das zunehmend schlechte Verhältnis zu den Deutschen bewirkte, dass sich zahlreiche Verbände und Einheiten der 6. Armee ergaben oder sich auflösten. Für eine angebliche Begünstigung der alliierten Invasion durch die sizilianische Mafia gibt es keine Belege.
Das Kommando der 6. Armee konnte sich Mitte August 1943 nach Kalabrien absetzen und verlegte dann zur Neuordnung ins norditalienische Montebello Vicentino, wo es nach dem Waffenstillstand von Cassibile am 11. September 1943 offiziell aufgelöst wurde. Der Oberbefehlshaber der Armee auf Sizilien, General Alfredo Guzzoni, wurde von der faschistischen Italienischen Sozialrepublik wegen Verrat zum Tode verurteilt. Der Exekution entging er dank deutscher Fürsprache.

## Oberbefehlshaber
- Tenente Generale Ettore Mambretti (1916–1917)
- Tenente Generale Donato Etna (1917) (interim)
- Tenente Generale Luca Montuori (1918)

- Generale designato d’Armata Ettore Bastico (1938–1940)
- Generale designato d’Armata Mario Vercellino (1940)
- Generale di Corpo d’Armata Francesco Zingales (interim, 1940–1941)
- Generale designato d’Armata Ezio Rosi (1941–1943)
- Generale designato d’Armata Mario Roatta (1943)
- Generale d’Armata Alfredo Guzzoni (1943)